# Canton de Saint-Claud
Le canton de Saint-Claud est une ancienne division administrative française, située dans le département de la Charente et la région Nouvelle-Aquitaine.
C'était par sa superficie le quatrième canton de la Charente.

## Composition
- Beaulieu-sur-Sonnette
- Chasseneuil-sur-Bonnieure
- Genouillac
- Le Grand-Madieu
- Lussac
- Mazières
- Nieuil
- Parzac
- Les Pins
- Roumazières-Loubert
- Saint-Claud
- Saint-Laurent-de-Céris
- Saint-Mary
- Suaux

## Représentation

### conseillers généraux de 1833 à 2015
| Période | Période                   | Identité                     | Étiquette   | Qualité |
| ------- | ------------------------- | ---------------------------- | ----------- | --- |
| 1833    | 1848                      | Jean Bouhier                 |             | Juge de paix, ancien maire de Saint-Claud |
| 1848    | 1867                      | Antoine Marcillaud de Bussac |             | Propriétaire, juge de paix du canton de Saint-Claud Maire de Saint-Laurent-de-Céris                                                           |
| 1867    | 1877                      | Adolphe Marchand             | Droite      | Propriétaire, député (1871-1876) |
| 1877    | 1893 (décès)              | Frédéric Fougerat            | Républicain | Propriétaire Maire de Saint-Mary |
| 1893    | 1901                      | Baron Maurice Nivet          | Républicain | Ingénieur agronome à Chasseneuil-sur-Bonnieure                                                                                                |
| 1901    | 1904 (décès)              | Jean Courteneuve             | Républicain | Médecin à Saint-Claud |
| 1904    | 1913                      | Jean Morinet                 | Rad.        | Propriétaire Maire de Suaux |
| 1913    | 1941 (démission d'office) | Édouard Pascaud              | Rad.        | Agriculteur et industriel Maire de Chasseneuil-sur-Bonnieure (1923-1941 et 1945-1953) Député (1928-1942) Révoqué par le Gouvernement de Vichy |
|         |                           |                              |             | |
| 1945    | 1979 (décès)              | Guy Pascaud                  | UDSR-RGR    | Professeur - Sénateur (1948-1958) Maire de Chasseneuil-sur-Bonnieure (1953-1970) Président du Conseil général (1958-1979)                     |
| 1979    | 1992                      | Michel Barral                | PCF         | Maire de Chasseneuil-sur-Bonnieure (1989-1995) Conseiller régional (1986-1998)                                                                |
| 1992    | 1998                      | Bernard Gras                 | RPR         | Vétérinaire Conseiller municipal de Chasseneuil-sur-Bonnieure                                                                                 |
| 1998    | 2015                      | Claude Burlier (1942-2021)   | PS          | Instituteur Maire de Chasseneuil-sur-Bonnieure (1995-2001) puis premier adjoint (2008-2014)                                                   |

## Conseillers d'arrondissement (de 1833 à 1940)
Le canton de Saint-Claud avait deux conseillers d'arrondissement.
| Période | Période      | Identité                                   | Étiquette           | Qualité |
| ------- | ------------ | ------------------------------------------ | ------------------- | --- |
| 1833    |              | Jean Frédéric Garnier de La Boissière      | Républicain         | Propriétaire et maître de forges à Chérac, ancien conseiller général                                        |
| 1833    | 1836 (décès) | François Mouchet (1777-1836)               |                     | Lieutenant-colonel retraité, maire de Chasseneuil                                                           |
|         |              |                                            |                     | |
| 1848    | 1852         | Louis François Marchand (1788-1860)        |                     | Notaire à Chasseneuil                                                                                       |
| 1848    | 1852         | Jean Boissière (de) Fontenelle (1817-1885) |                     | Propriétaire à Saint-Claud                                                                                  |
| 1852    |              | M. Rizat                                   |                     | Propriétaire à Saint-Claud                                                                                  |
| 1852    | 1861         | François Maudet (1827-1891)                |                     | Marchand, maire de Saint-Claud                                                                              |
| 1861    |              | Ernest Pascaud (1814-1886)                 |                     | Avocat à Chasseneuil                                                                                        |
|         |              |                                            |                     | |
| 1871    | 1901         | Jean Courteneuve                           | Républicain         | Docteur-médecin à Saint-Claud                                                                               |
| 1871    | 1879 (décès) | Marquis Camille Perry de Nieuil            | Droite              | Propriétaire à Nieuil                                                                                       |
| 1880    | 1898         | Pierre Faure                               | Républicain         | Propriétaire, maire de Nieuil, suppléant du juge de paix                                                    |
| 1898    | 1900 (décès) | Jean-Théodore Pascaud                      | Républicain         | Maire de Chasseneuil                                                                                        |
| 1900    | 1919         | Édouard Pascaud                            | Républicain         | Propriétaire agriculteur, Chasseneuil                                                                       |
| 1904    | 1905         | Pierre Pailler                             | Républicain         | Cultivateur, maire de Saint-Claud                                                                           |
| 1905    | 1919         | Georges Feuillet                           | Républicain         | Greffier de la justice de paix Maire de Saint-Claud, Président du Conseil d'arrondissement                  |
| 1919    | 1922         | Joseph Mautret                             | Républicain         | Agriculteur, maire de Saint-Claud                                                                           |
| 1919    | 1922         | Ollivier Dumontet                          | Républicain         | Maire de Genouillac                                                                                         |
| 1922    | 1940         | Georges Feuillet                           | Républicain-Radical | Greffier de la justice de paix Maire de Saint-Claud                                                         |
| 1922    | 1934         | Jean Julien                                | Républicain-Radical | Maire de Chasseneuil                                                                                        |
| 1934    | 1940         | Baptiste Brousse                           | Radical             | Propriétaire à Fontafie                                                                                     |
| 1940    |              |                                            |                     | Les conseils d'arrondissement ont été suspendus par la loi du 12 octobre 1940 et n'ont jamais été réactivés |

Sources : Journal "La Charente" https://gallica.bnf.fr/ark:/12148/cb32740226x/date&rk=21459;2.

## Démographie
| 1962   | 1968   | 1975   | 1982   | 1990   | 1999   | 2006   | 2011   | 2012   |
| ------ | ------ | ------ | ------ | ------ | ------ | ------ | ------ | ------ |
| 12 698 | 12 420 | 11 978 | 11 661 | 11 278 | 10 907 | 10 964 | 11 095 | 11 167 |

### Articles
- Cantons de la Charente
- Liste des conseillers généraux de la Charente